# Endomycetaceae
Endomycetaceae es una familia de hongos de levaduras en el orden Saccharomycetales. Según el  2007 Outline of Ascomycota, la familia contiene tres géneros; aunque la ubicación del género Phialoascus es incierta. Las especies poseen una distribución cosmopolita, y suelen crecer asociadas con otros hongos, tal vez como parásitos.